# Сыздыков, Алимхан Алшерович
Алимхан Алшерович Сыздыков (каз. Әлімхан Сыздықов; 14 июня 1994) — казахстанский борец греко-римского стиля, призёр Азиатских игр и чемпион Азии.

## Карьера
Является воспитанником алма-атинской ЦОП, занимается под руководством Бисолта Дециева. 13 апреля 2021 года в Алма-Ате в финале чемпионата Азии уступил иранцу Али Акбару Юсефи, став серебряным призёром. 19 апреля 2022 года в Улан-Баторе стал чемпионом Азии, в финале он уверенно на туше одолел южнокорейского спортсмена Ким Минсока. 9 апреля 2023 года в Астане на чемпионате Азии завоевал бронзовую медаль, победив в схватке за 3 место Ким Минсока. 5 октября 2023 года на Азиатских играх в китайском Ханчжоу, одолев в малом финале Айбегшазаду Курраева из Туркменистана, стал бронзовым призёром. 21 апреля 2023 года участвовал в азиатском квалификационном турнире в Бишкеке, где завоевал квоту для Казахстана на Олимпийские игры в Париже.

## Достижения
- Чемпионат Азии по борьбе 2021 — ;
- Чемпионат Азии по борьбе 2022 — ;
- Азиатские игры 2022 — ;
- Чемпионат Азии по борьбе 2023 — ;
- Чемпионат Азии по борьбе 2025 -- 2